# Municipio de Chapel
El municipio de Chapel (en inglés: Chapel Township) es un municipio ubicado en el condado de Howell en el estado estadounidense de Misuri. En el año 2010 tenía una población de 586 habitantes y una densidad poblacional de 5,94 personas por km².

## Geografía
El municipio de Chapel se encuentra ubicado en las coordenadas 36°54′49″N 91°42′55″O / 36.91361, -91.71528. Según la Oficina del Censo de los Estados Unidos, el municipio tiene una superficie total de 98.59 km², de la cual 98,57 km² corresponden a tierra firme y (0,01 %) 0,01 km² es agua.

## Demografía
Según el censo de 2010, había 586 personas residiendo en el municipio de Chapel. La densidad de población era de 5,94 hab./km². De los 586 habitantes, el municipio de Chapel estaba compuesto por el 97,61 % blancos, el 0,85 % eran amerindios, el 0,85 % eran asiáticos y el 0,68 % eran de una mezcla de razas. Del total de la población el 1,19 % eran hispanos o latinos de cualquier raza.